# Vasso Karadassiou
Vasiliki "Vasso" Karadassiou (Grieks: Βασιλική "Βάσω" Καραντάσιου) (Athene, 6 januari 1973) is een Griekse voormalige beachvolleyballer. Ze werd driemaal Europees kampioen en nam daarnaast deel aan drie opeenvolgende Olympische Spelen.

## Carrière

### 1997 tot en met 2004
Karadassiou vormde van 1997 tot en met 2004 een team met Effrosyni Sfyri. Het eerste jaar speelden ze twee wedstrijden in de FIVB World Tour voordat ze in  Los Angeles meededen aan de eerste officiële wereldkampioenschappen. Karadassiou en Sfyri namen enkel deel aan de kwalificaties en plaatsten zich niet voor het hoofdtoernooi. Het seizoen daarop waren ze actief op zeven FIVB-toernooien en behaalden ze in Espinho met een negende plaats hun eerste toptienklassering. In 1999 nam het duo deel aan zes reguliere toernooien in de World Tour. Bij de WK in Marseille verloren ze in de eerste ronde van het Amerikaanse duo Linda Hanley en Nancy Reno. Na twee overwinningen werden Karadassiou en Sfyri in de derde herkansingsronde definitief uitgeschakeld door de latere Braziliaanse wereldkampioenen Adriana Behar en Shelda Bede. Daarnaast behaalde het duo bij de EK in Palma de Mallorca een negende plaats. 
In 2000 speelde het tweetal zes wedstrijden in de World Tour met een vijfde plaats in Vitória als beste resultaat. Daarnaast deed ze met zowel Slavroula Theodorou als Efthalia Koutroumanidou mee aan twee FIVB-toernooien. Bij de EK in Getxo kwam ze in actie met Rodi Ordoulidou. In september vertegenwoordigde Karadassiou met Sfyri Griekenland op de Olympische Spelen in Sydney. Het duo werd in de tweede herkansingsronde uitgeschakeld door het Duitse tweetal Maike Friedrichsen en Danja Müsch en eindigde als zeventiende. Het daaropvolgende seizoen namen Karadassiou en Sfyri deel aan elf reguliere FIVB-toernooien. Het duo behaalde vijf toptienklasseringen met een vijfde plaats in Maoming als beste resultaat. Bij de WK in Klagenfurt bereikten ze de achtste finale waar het Braziliaanse duo Jackie Silva en Claudia Costa te sterk was en bij de Goodwill Games in Brisbane eindigden ze als twaalfde. In Jesolo wonnen Karadassiou en Sfyri de Europese titel door het Zwitserse duo Nicole Schnyder-Benoit en Simone Kuhn in de finale te verslaan. 
In 2002 behaalde het duo bij vijf van de acht wedstrijden in de World Tour een toptienklassering. In Rodos haalden ze met een derde plek voor het eerst podium; in Osaka en Mallorca eindigden ze daarnaast als vijfde. Bij de EK in Bazel kwamen ze niet verder dan de tweede herkansingsronde die verloren werd van de Duitsers Andrea Ahmann en Jana Vollmer. Het jaar daarop namen ze deel aan tien reguliere FIVB-toernooien waarbij ze vier vijfde plaatsen behaalden (Rodos, Klagenfurt, Osaka en Lianyungang). In Rio de Janeiro werd het duo bij de WK in de zestiende finale uitgeschakeld door Jackie Silva en Juliana Felisberta. Bij de EK in Alanya eindigden ze als vijfde nadat ze de kwartfinale van het Nederlandse duo Rebekka Kadijk en Marrit Leenstra verloren hadden. Een jaar later bereikte het duo bij de EK in Timmendorfer Strand de kwartfinale waar het ditmaal werd uitgeschakeld door het Tsjechische duo Eva Celbová en Soňa Nováková. Daarnaast speelden ze negen wedstrijden in de World Tour met een vierde plaats in Osaka als beste resultaat. Bij de Olympische Spelen in eigen land eindigden Karadassiou en Sfyri als negende nadat ze de achtste finale van het Braziliaanse duo Ana Paula Connelly en Sandra Pires verloren hadden.

### 2005 tot en met 2008
Begin mei 2005 speelde Karadassiou nog een toernooi met Sfyri in de Europese competitie, waarna Sfyri haar sportieve carrière beëindigde en Karadassiou een team vormde met Vasiliki Arvaniti. Het duo bereikte bij de WK in Berlijn de vierde ronde waar het Braziliaans tweetal Larissa França en Juliana te sterk was. In de vijfde herkansingsronde werden ze vervolgens definitief uitgeschakeld door de Amerikanen Rachel Wacholder en Elaine Youngs. Bij de overige twaalf FIVB-toernooien waar ze aan deelnamen, behaalden ze tien toptienklasseringen. In Stavanger boekten ze hun eerste overwinning in de World Tour en in Milaan en Athene werden ze respectievelijk tweede en vierde. Bovendien wonnen Karadassiou en Arvaniti in Moskou de Europese titel door in de finale het Nederlandse duo Kadijk en Merel Mooren te verslaan. Het seizoen daarop was het tweetal actief op twaalf toernooien in de World Tour, waarbij het een vierde (Klagenfurt) en twee vijfde plaatsen behaalde (Modena en Shanghai). Bij de EK in Den Haag kwamen ze niet verder dan de tweede herkansingsronde waar ze werden uitgeschakeld door het Duitse duo Stephanie Pohl en Okka Rau.
In 2007 werden Karadassiou en Arvaniti in Valencia voor de tweede keer Europees kampioen door in de finale de Duitsers Laura Ludwig en Sara Goller te verslaan. In de World Tour namen ze daarnaast deel aan twaalf reguliere toernooien met tien toptienklasseringen als resultaat. Het duo behaalde twee vierde (Espinho en Sint-Petersburg) en drie vijfde plaatsen (Stavanger, Montreal en Klagenfurt). Bij de WK in Gstaad bereikten ze de achtste finale die verloren werd van het Chinese duo Tian Jia en Wang Jie. Het jaar daarop eindigden ze als zevende bij de EK in Hamburg, nadat ze in de vijfde herkansingsronde werden uitgeschakeld door de Noren Nila Ann Håkedal en Ingrid Tørlen. Daarnaast speelde het tweetal in aanloop naar de Olympische Spelen in Beijing negen wedstrijden in de World Tour met onder meer een tweede plaats in Stavanger en een vierde plaats in Barcelona als resultaat. In Beijing kwamen ze niet voorbij de groepsfase. Na afloop van de Spelen namen ze deel aan een FIVB-toernooi in Mysłowice en een paar wedstrijden in de Europese competitie, waarna Karadassiou haar sportieve carrière afsloot.

## Palmares
Kampioenschappen
- 2001: 9e WK
- 2001:  EK
- 2004: 9e OS
- 2005: 9e WK
- 2005:  EK
- 2007: 9e WK
- 2007:  EK

FIVB World Tour
- 2002:  Rodos Open
- 2005:  Milaan Open
- 2005:  Grand Slam Stavanger
- 2008:  Grand Slam Stavanger